# Якуб Рисяк
Якуб Рисяк (пол. Jakób Rysiak, 1856 — після 1925) — будівничий, скульптор. Патентований мулярський майстер у Львові від 1890 року.
Працював у Львові. Низку збудованих ним на початку XX століття кам'яниць, переважно власних, він оздобив барельєфами і орнаментальною ліпниною в стилі сецесії, за власними графічними проєктами. 
Серед виконаних праць:
- 1900 — двоповерховий неорококовий будинок, зведений для Юліана Маташека на вул. Самчука, 30[4];
- 1904—1905 — двоповерховий житловий будинок, зведений для потреб медичної установи на вул. Левинського, 12[5]
- 1905 — сецесійний будинок, зведений на вул. Котляревського, 16[6];
- 1905 — сецесійні, колишні приватні будинки родини Червінських, зведені на вул. Котляревського, 26, 26а[7];
- 1906—1907 — комплекс з двох триповерхових кам'яниць, збудований на вул. Нечуя-Левицького, 17[8], 19[9][3].
- 1907—1910 — сецесійні житлові будинки на вул. Глибокій, 4, 6, 8, 10, 12 (у співавторстві з Владиславом Гертманном та Августом Богохвальським)[10][3].
- 1910—1911 — скульптурне оздоблення фасадів будинків на вул. Тарнавського, 6, 8[11].
- 1912 — скульптурне оздоблення будинку на вул. Каліча Гора, 18[2][3].
- 1913 — барельєф «Битва гладіаторів» в оздобленні будинку на вул. Тарнавського, 54[11].

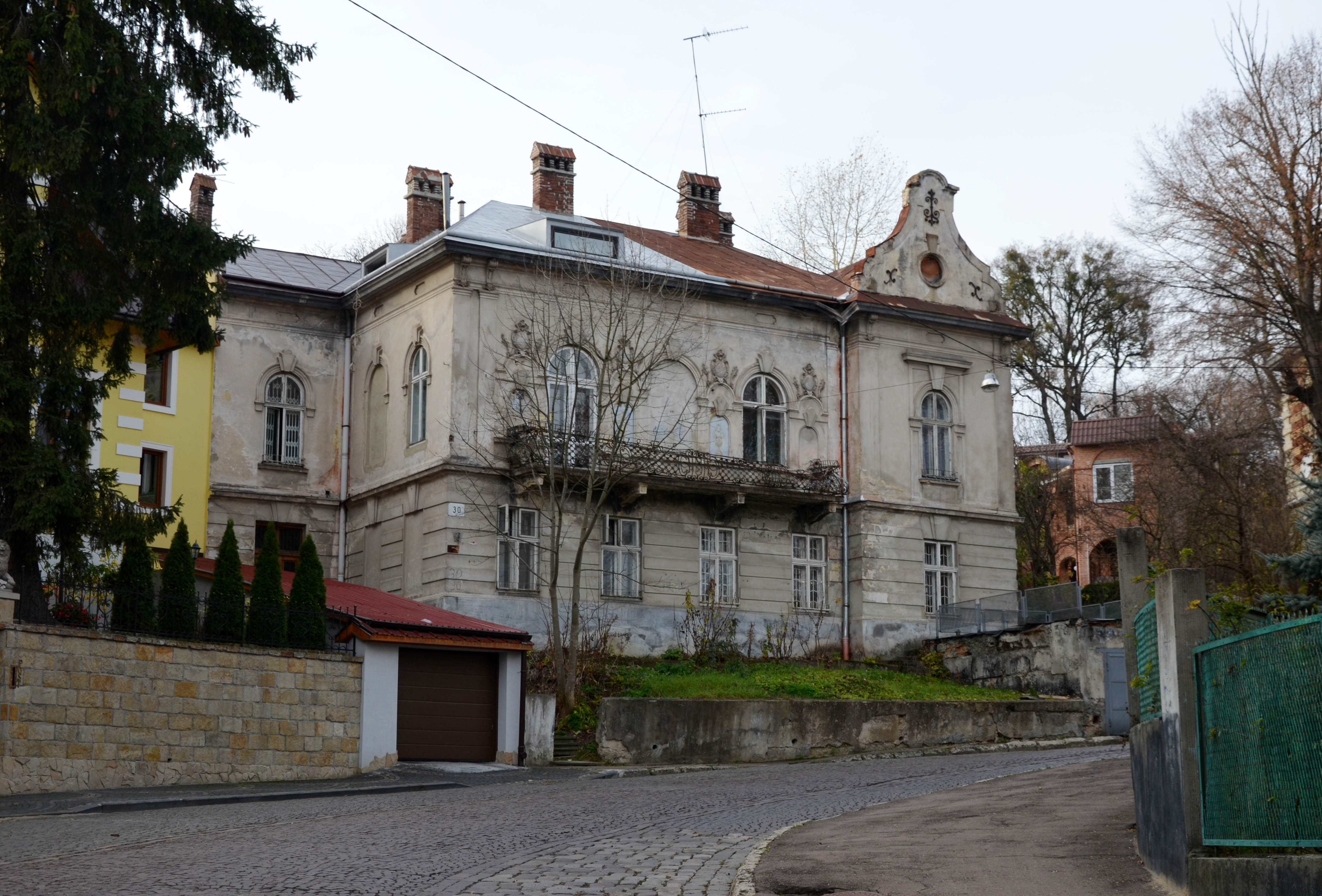
Колишній будинок Юліана Маташека (вул. Самчука, 30)
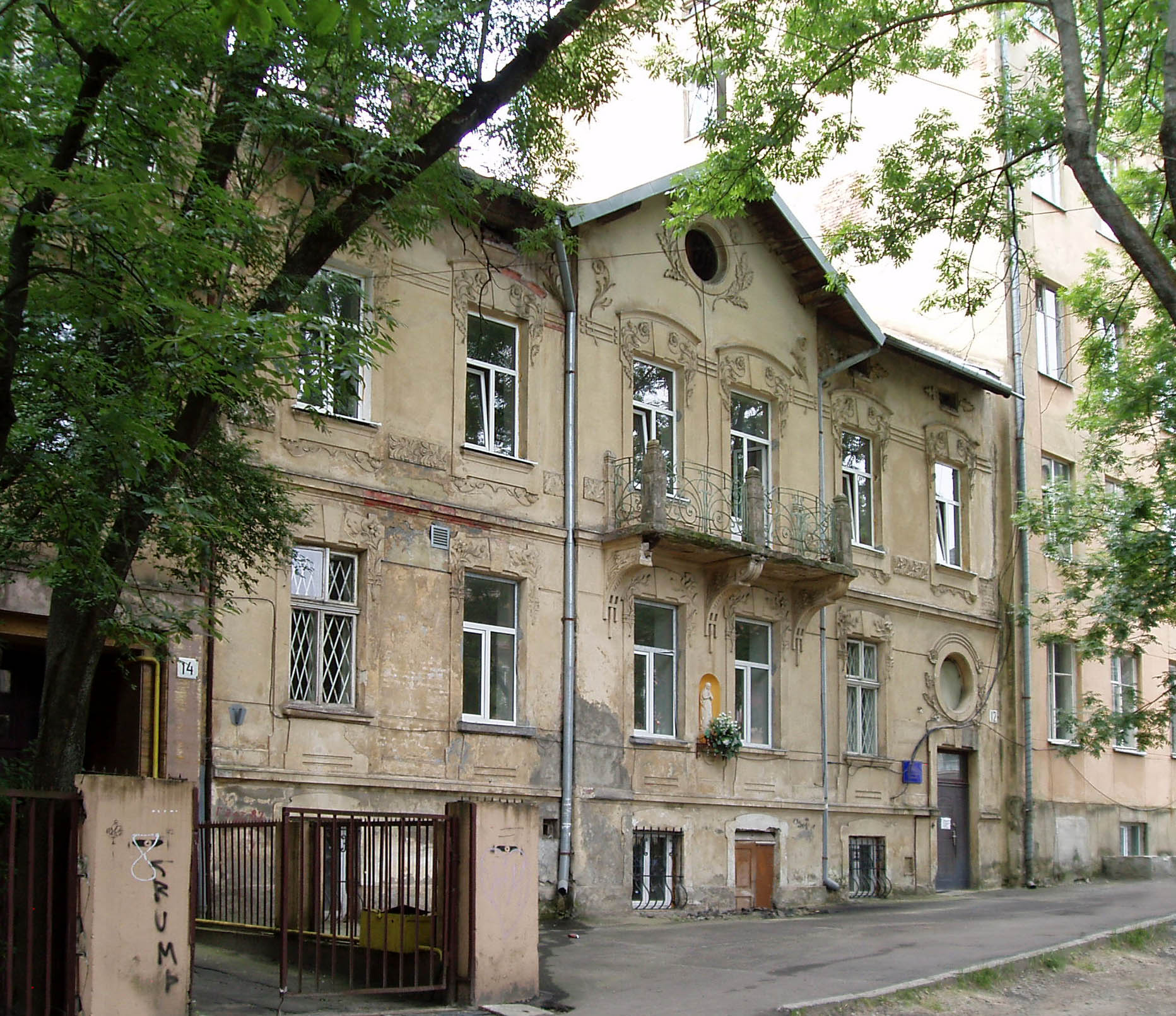
Двоповерховий будинок (вул. Левинського, 12)
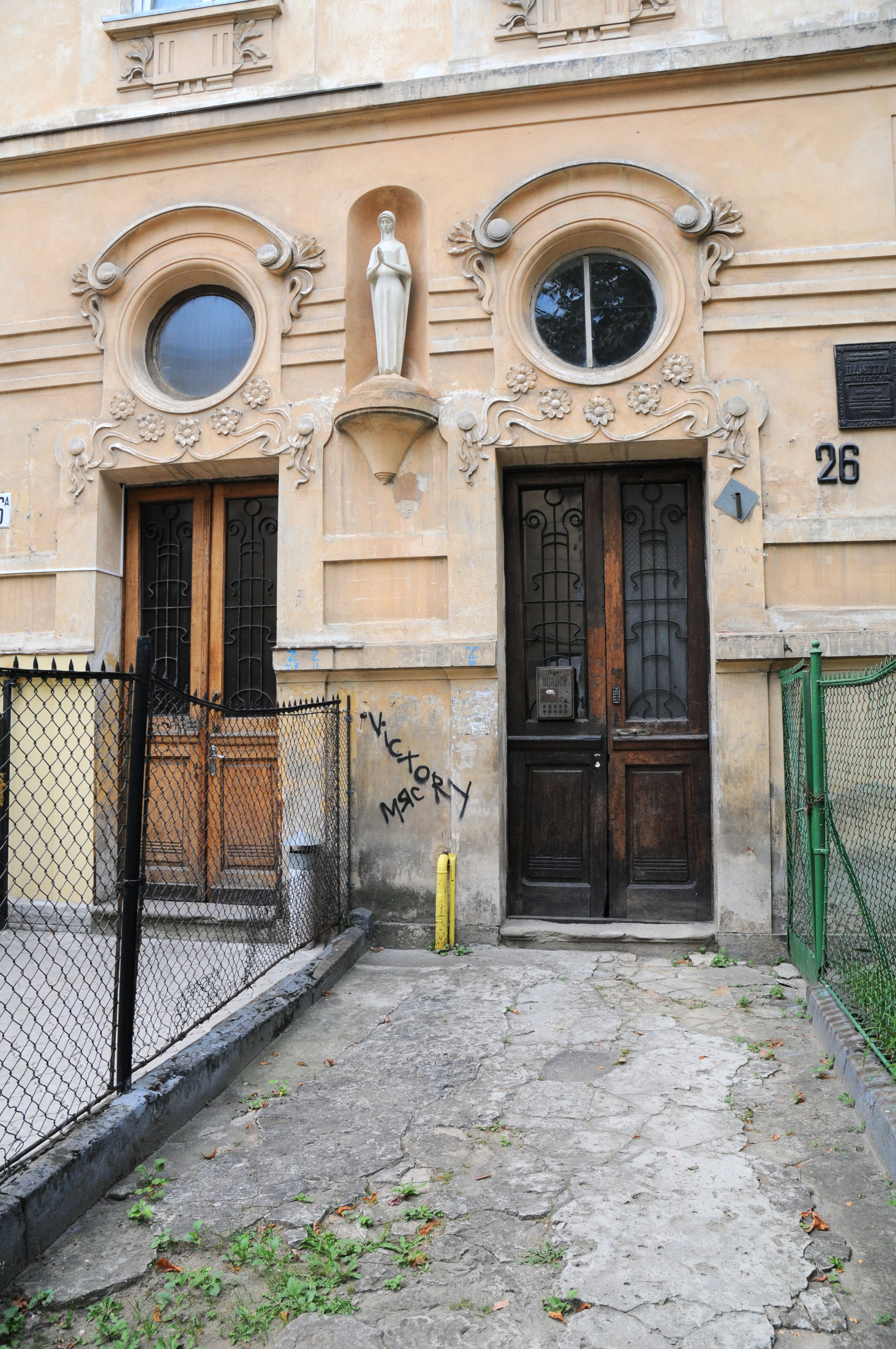
Колишні приватні будинки родини Червінських (вул. Котляревського, 26, 26а)
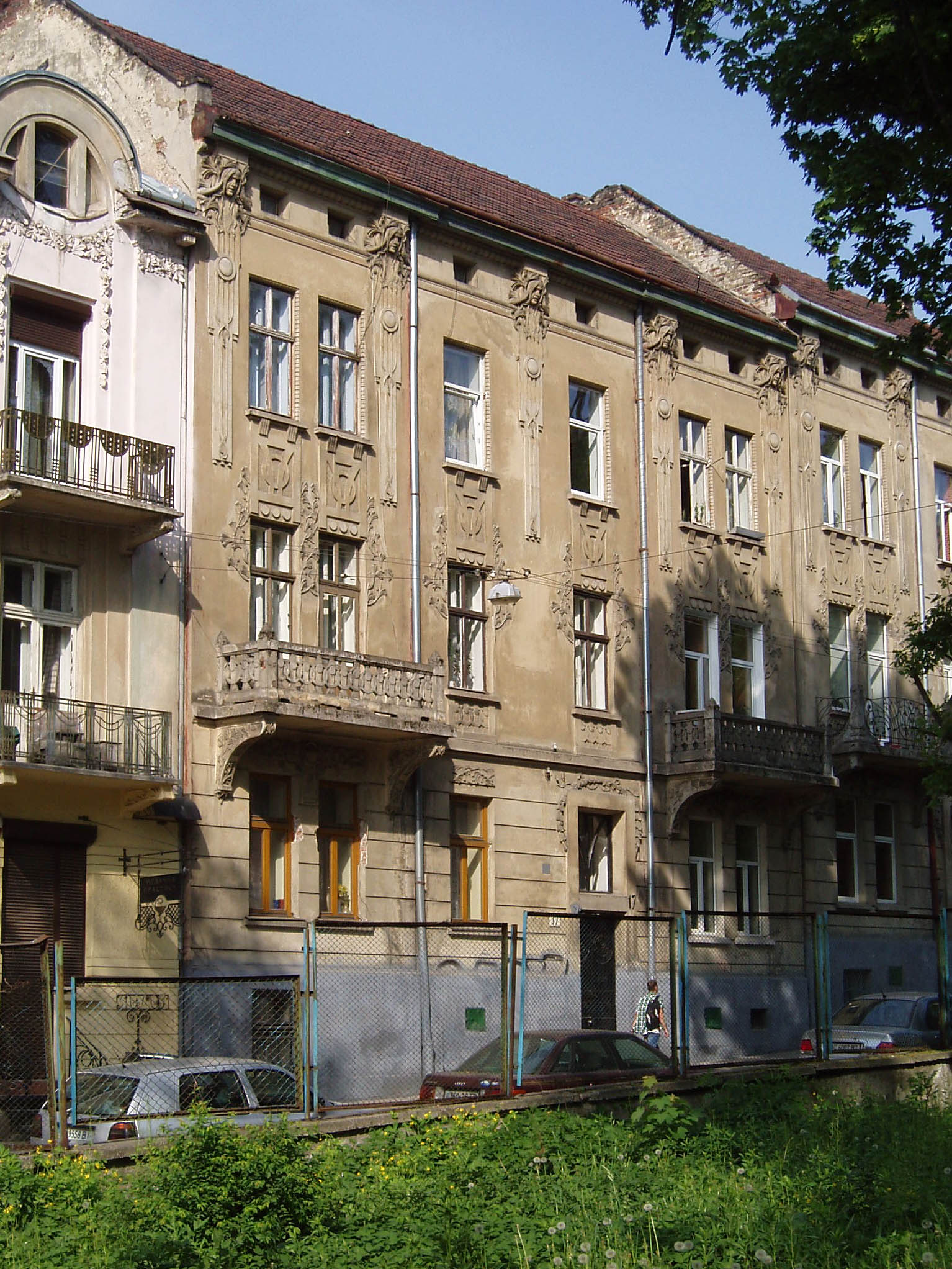
Триповерхова кам'яниця (вул. Нечуя-Левицького, 17)
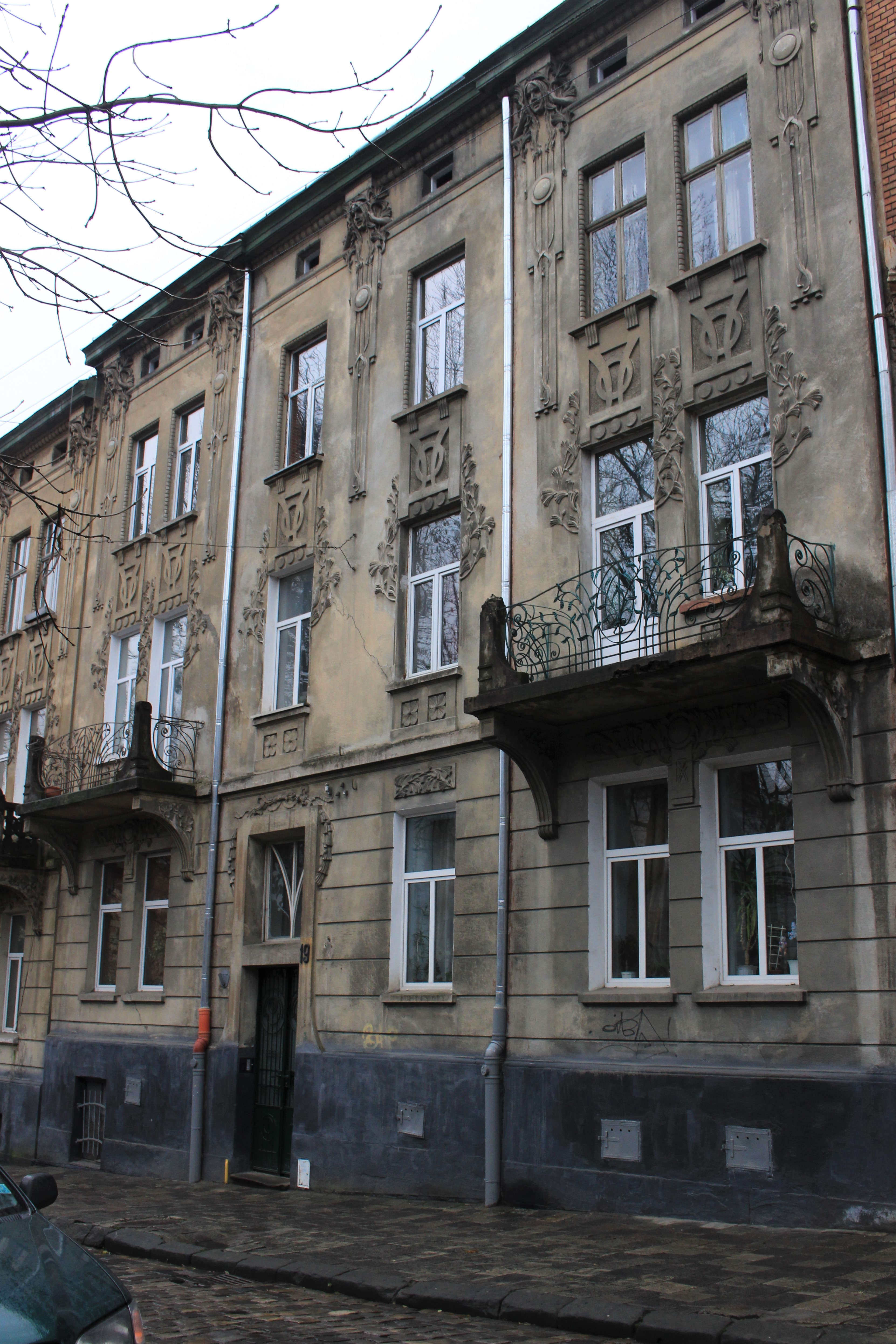
Триповерхова кам'яниця (вул. Нечуя-Левицького, 19)
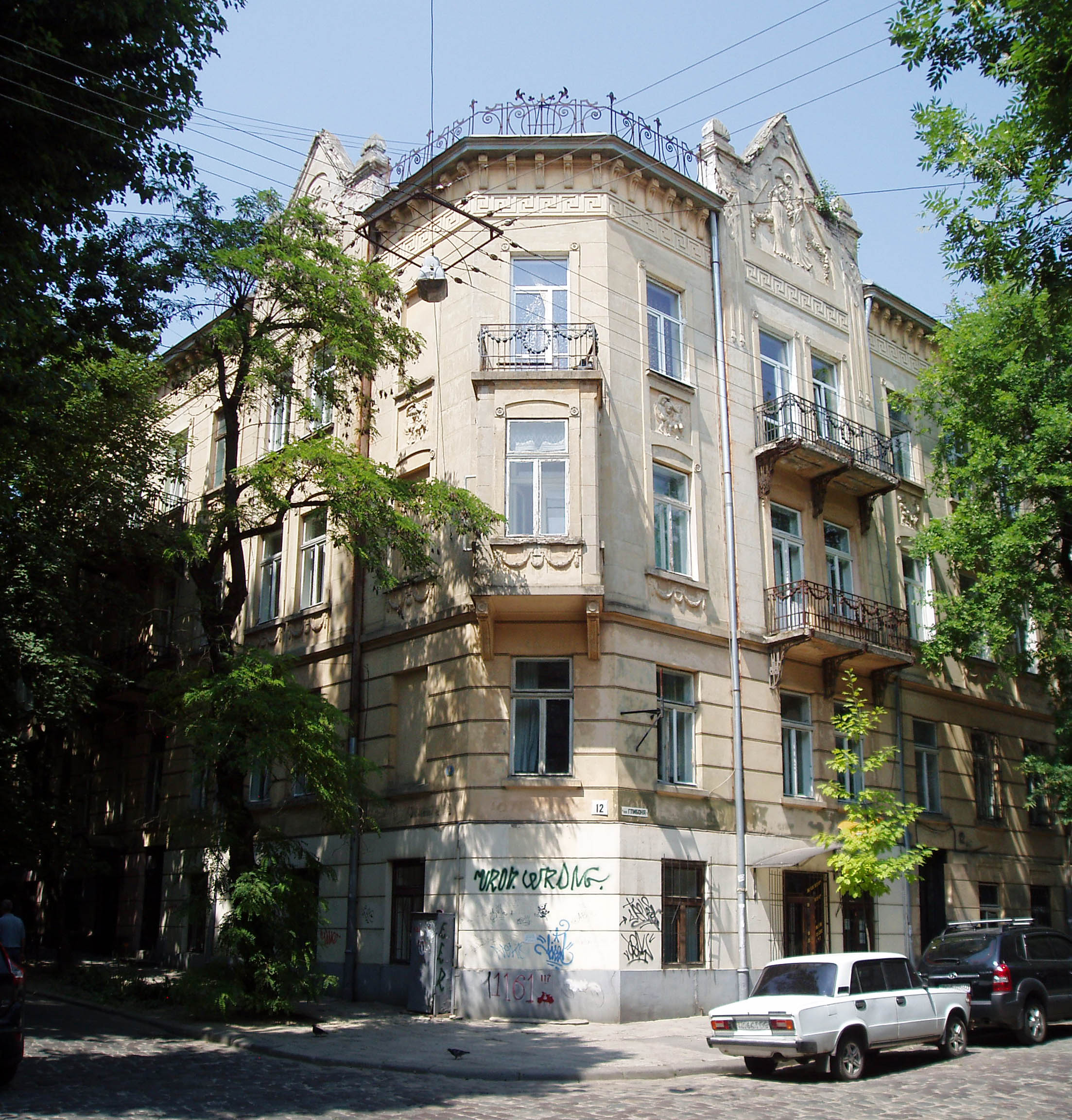
Житловий будинок (вул. Глибока, 12)
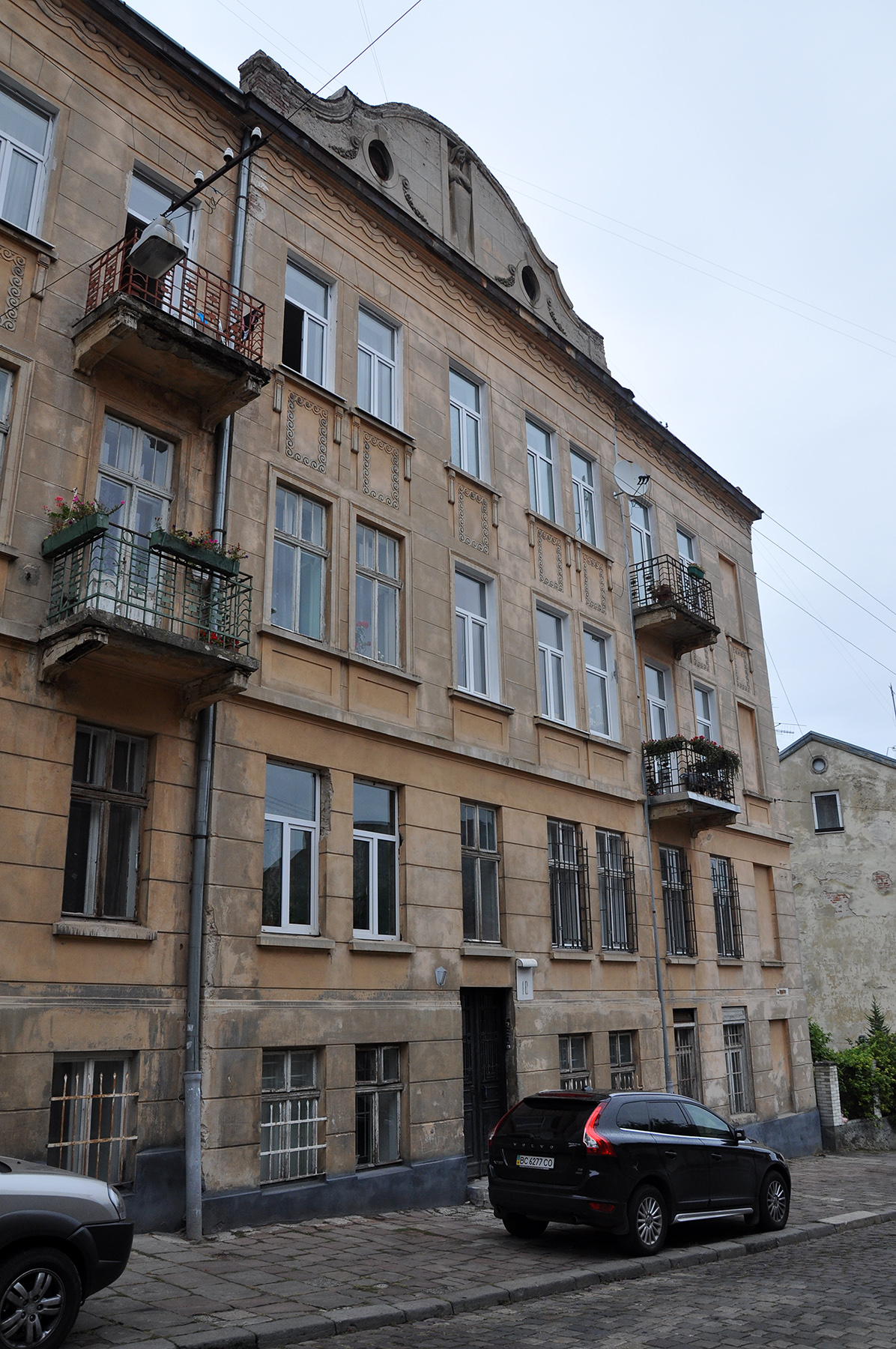
Житловий будинок (вул. Каліча Гора, 18)